# 博報堂プロダクツ
株式会社博報堂プロダクツ（はくほうどうプロダクツ、英: HAKUHODO PRODUCT'S INC.） は、東京都江東区に本社を置く、博報堂グループの総合制作事業会社。
「こしらえる」を信条とした写真・映像・動画・デザイン・デジタル・イベント・プロモーションなど12の専門領域で広告制作実務を担う。
広告制作を主要事業とする広告制作会社としては、売上・規模ともに日本最大であり、他の広告制作会社の売上高を大きく上回っている。

## 主な業務内容
- フォトグラフィック・ムービー撮影、レタッチ
- TVCM・映像 企画・制作
- デジタル動画・SNSコンテンツの企画、制作、分析、運用
- ビジュアルコンテンツ、WEBデザイン・紙面広告 企画、制作
- 映像編集・整音・CGコンテンツの制作
- 広告プロモーション業務のプロデュース全般
- ECサイト・コンタクトセンター構築、運営
- PR・イベント企画、実施運営
- ノベルティ・プレミアムグッズ企画、制作
- デジタルプロモーション施策、企画、制作
- 印刷・製版送稿
- 店頭販売人員 派遣
- その他、広告の制作・実施領域の業務全般

## 沿革
- 2005年 - 株式会社博報堂プロマーク、株式会社博報堂フォトクリエイティブ、株式会社博報堂インセンティブプロモーションズの統合・合併により設立[3]。
- 2007年 - 株式会社博報堂アドダムを吸収合併[4]。
- 2015年 - グラフィック制作対応力の強化を目指し、100%子会社の株式会社博報堂プロダクツデザインスタジオを設立[5]。
- 2018年 - 日本トータルテレマーケティング株式会社 と資本提携。[6]

## 不祥事
・2023年11月10日、完全子会社である日本トータルテレマーケティングは、京都市に対して約7億9千万円を過大請求していたと発表した。幹部社員が隠蔽（いんぺい）のために虚偽の資料を作っていた。同社は全額を市に返還するが、門川大作市長（京都市）は「刑事告訴する方針だ」とコメント。同社は2021年2月から、コロナワクチン接種の予約受け付けなどの業務を請け負った。市と同社の契約ではスタッフの人件費について、勤務の実績時間に基づき請求すべきだったが、予定時間数に基づいて過大に請求していたという。業務を担当していた事業本部の副本部長が契約内容を正確に把握せずに部下に指示していた。
・2024年3月27日、京都市からワクチン接種のコールセンター業務などを請け負っていた完全子会社である日本トータルテレマーケティングが市に対し過大請求していた問題で、日本トータルテレマーケティングが記者会見を実施。過大請求額が約7億9千万円ではなく、約8億9400万円にのぼるとの最終報告書を発表。会見した森真吾社長は、水増し行為には複数の社員が関わり、幹部社員もそれを黙認していたと説明した。
・2024年6月11日、京都市から新型コロナ関連の業務委託を受けていた完全子会社である日本トータルテレマーケティングの社員ら２人が、人件費を水増しして市から2700万円余りをだまし取ったとして詐欺の疑いで逮捕。１人は容疑を否認し、もう１人は認めた。
・2024年6月14日、東京都は、デジタルサービス局と委託契約を締結している博報堂プロダクツの再委託先であるセレブリックスにおいて個人情報の漏えい事故が発生したことを公表。高齢者向けスマートフォン体験会・相談会について、東京都は博報堂プロダクツに運営を委託し、博報堂プロダクツはセレブリックスへ再委託。セレブリックスがアシスタントやアドバイザーとして採用した75人分の個人情報について、勤務調整用フォームに登録したスマホサポーターなどが一定の操作を行うと閲覧できる状態になっていた。漏えい事故は、5月24日の20時47分から6月12日の15時00分ごろまでに発生。セレブリックスが採用したスマホサポーターなどのうち、この期間内にフォームに登録した75人分の氏名と60人分の最寄り駅の情報が漏えいした可能性。再委託先であるセレブリックスの権限設定ミスが原因としている。

## 拠点
- 本社 - 東京都江東区豊洲5-6-15 NBF豊洲ガーデンフロント
- 関西支社 - 大阪府大阪市北区中之島2-2-7　中之島セントラルタワー15F
- 九州支社 - 福岡県福岡市博多区下川端町2-1　博多リバレインイーストサイト12F
- 中部支社 - 愛知県名古屋市中区栄3-3-21　セントライズ栄